# Административно-территориальное деление Ленинградской области
Согласно Закону «Об административно-территориальном устройстве Ленинградской области  и порядке его изменения», субъект РФ включает административно-территориальные единицы:
- 1 городской округ;
- 1 муниципальный округ;
- 16 муниципальных районов
  - 170 поселений.

Согласно тому же Закону предусмотрены административные районы (в границах совпадающие с муниципальными) и административные округа.
С 1 января 2006 года в результате реформы местного самоуправления были образованы муниципальные образования. Границы административно-территориальных единиц, кроме административного округа, и границы муниципальных образований Ленинградской области, согласно Закону, отныне совпадают, однако ни административные районы, ни административные округа не образованы.
Административный центр Ленинградской области — город Гатчина (с 2023 года). Органы власти располагаются в городе Санкт-Петербурге (не входящем в состав области) и с 2021 года в Гатчине и Санкт-Петербурге.
Всего по состоянию на июнь 2024 года в области образовано 188 муниципальных образований: 
- 1 городской округ  (Сосновоборский)
- 1 муниципальный округ (Гатчинский)
- 16 муниципальных районов, включающих 

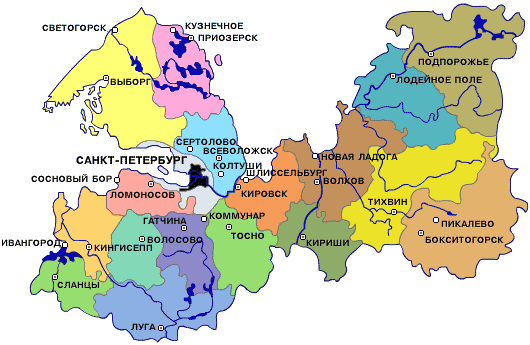
Карта районов Ленинградской области

  - 63 городских поселения,
  - 107 сельских поселений.

## Муниципальные районы, городской округ и муниципальный округ
| №         | Название             | Флаг | Герб | Код ОКТМО | Площадь, км² | Население, чел. (2025 г.) | Плотность населения, чел./км² | Число ГП | Число СП | Административный центр                                                                          |
| --------- | -------------------- | ---- | ---- | --------- | ------------ | ------------------------- | ----------------------------- | -------- | -------- | ----------------------------------------------------------------------------------------------- |
| 1e-06     | Муниципальные районы |      |      |           |              |                           |                               |          |          |                                                                                                 |
| 1         | Бокситогорский       |      |      | 41 603    | 7201.74      | ↘50 135                   | 6.96                          | 3        | 4        | город Бокситогорск                                                                              |
| 2         | Волосовский          |      |      | 41 606    | 2680.53      | ↗50 371                   | 18.79                         | 1        | 6        | город Волосово                                                                                  |
| 3         | Волховский           |      |      | 41 609    | 5124.65      | ↘78 146                   | 15.25                         | 3        | 12       | город Волхов                                                                                    |
| 4         | Всеволожский         |      |      | 41 612    | 2945.00      | ↗589 000                  | 200                           | 11       | 8        | город Всеволожск                                                                                |
| 5         | Выборгский           |      |      | 41 615    | 7546.04      | ↘193 939                  | 25.7                          | 7        | 5        | город Выборг                                                                                    |
| 6         | Кингисеппский        |      |      | 41 621    | 2907.14      | ↗89 831                   | 30.9                          | 2        | 9        | город Кингисепп                                                                                 |
| 7         | Киришский            |      |      | 41 624    | 3045.30      | ↘58 488                   | 19.21                         | 2        | 4        | город Кириши                                                                                    |
| 8         | Кировский            |      |      | 41 625    | 2590.46      | ↗108 512                  | 41.89                         | 8        | 3        | город Кировск                                                                                   |
| 9         | Лодейнопольский      |      |      | 41 627    | 4910.95      | ↘27 021                   | 5.5                           | 2        | 3        | город Лодейное Поле                                                                             |
| 10        | Ломоносовский        |      |      | 41 630    | 1919.17      | ↗94 126                   | 49.05                         | 4        | 11       | Место нахождения органов местного самоуправления — Ломоносов (входит в состав Санкт-Петербурга) |
| 11        | Лужский              |      |      | 41 633    | 6006.00      | ↘73 430                   | 12.23                         | 2        | 12       | город Луга                                                                                      |
| 12        | Подпорожский         |      |      | 41 636    | 7705.50      | ↘24 820                   | 3.22                          | 4        | 1        | город Подпорожье                                                                                |
| 13        | Приозерский          |      |      | 41 639    | 3597.03      | ↘56 395                   | 15.68                         | 2        | 12       | город Приозерск                                                                                 |
| 14        | Сланцевский          |      |      | 41 642    | 2191.09      | ↘43 720                   | 19.95                         | 1        | 6        | город Сланцы                                                                                    |
| 15        | Тихвинский           |      |      | 41 645    | 7018.00      | ↘65 596                   | 9.35                          | 1        | 8        | город Тихвин                                                                                    |
| 16        | Тосненский           |      |      | 41 648    | 3655.97      | ↘130 088                  | 35.58                         | 8        | 5        | город Тосно                                                                                     |
| 16.000002 | Городской округ      |      |      |           |              |                           |                               |          |          |                                                                                                 |
| 17        | Сосновоборский       |      |      | 41 754    | 71.98        | ↗63 746                   | 885.61                        | -        | -        | город Сосновый Бор                                                                              |
| 17.000003 | Муниципальный округ  |      |      |           |              |                           |                               |          |          |                                                                                                 |
| 18        | Гатчинский           |      |      | 41 618    | 2891.81      | ↗262 115                  | 90.64                         | -        | -        | город Гатчина                                                                                   |

## Поселения
Ниже приведены сведения обо всех поселениях (муниципальных образованиях) области и их соответствии административно-территориальным образованиям, существовавшем до 1 января 2006 года, с распределением их по муниципальным районам.
Городские поселения выделены жирным шрифтом.

### Бокситогорский муниципальный район
Бокситогорский муниципальный район включает в себя 3 городских и 4 сельских поселений, в составе которых находится 261 населённый пункт.
- Административный центр — город Бокситогорск.
- Код ОКТМО —  41 603 000.

| Поселение (муниципальное образование) | Код ОКТМО  | Число н. п. | Админ. центр | Административно-территориальные образования                                                              |
| ------------------------------------- | ---------- | ----------- | ------------ | --- |
| Бокситогорское городское поселение    | 41 603 101 | 11          | Бокситогорск | Город Бокситогорск, часть Борской волости                                                                |
| Большедворское сельское поселение     | 41 603 412 | 49          | Большой Двор | Большедворская волость                                                                                   |
| Борское сельское поселение            | 41 603 416 | 32          | Бор          | Часть Борской волости                                                                                    |
| Ефимовское городское поселение        | 41 603 155 | 83          | Ефимовский   | Посёлок Ефимовский, Ефимовская, Журавлевская, Климовская, Радогощинская, Сидоровская и Соминская волости |
| Лидское сельское поселение            | 41 603 460 | 37          | Заборье      | Заборьевская, Ольешская и Подборовская волости                                                           |
| Пикалёвское городское поселение       | 41 603 102 | 1           | Пикалёво     | Город Пикалёво                                                                                           |
| Самойловское сельское поселение       | 41 603 476 | 49          | Совхозный    | Анисимовская и Самойловская волости                                                                      |

Статус и границы Бокситогорского муниципального района установлены областным законом № 78-оз от 26 октября 2004 года «Об установлении границ и наделении соответствующим статусом муниципального образования Бокситогорский муниципальный район и муниципальных образований в его составе».

### Волосовский муниципальный район
Волосовский муниципальный район включает в себя 1 городское и 6 сельских поселений, в составе которых находятся 203 населённых пункта.
- Административный центр — город Волосово.
- Код ОКТМО —  41 606 000.

| Поселение (муниципальное образование) | Код ОКТМО  | Число н. п. | Админ. центр  | Административно-территориальные образования               |
| ------------------------------------- | ---------- | ----------- | ------------- | --------------------------------------------------------- |
| Бегуницкое сельское поселение         | 41 606 404 | 46          | Бегуницы      | Бегуницкая, Терпилицкая и Чирковицкая волости             |
| Большеврудское сельское поселение     | 41 606 412 | 59          | Большая Вруда | Врудская волость                                          |
| Волосовское городское поселение       | 41 606 101 | 2           | Волосово      | Город Волосово, часть Губаницкой волости                  |
| Калитинское сельское поселение        | 41 606 420 | 24          | Калитино      | Калитинская волость и посёлок Кикерино                    |
| Клопицкое сельское поселение          | 41 606 430 | 35          | Клопицы       | Каськовская и Клопицкая волости, часть Губаницкой волости |
| Рабитицкое сельское поселение         | 41 606 408 | 16          | Рабитицы      | Изварская и Рабитицкая волости                            |
| Сабское сельское поселение            | 41 606 436 | 20          | Большой Сабск | Сабская волость                                           |

Статус и границы Волосовского муниципального района установлены областным законом № 64-оз от 24 сентября 2004 года «Об установлении границ и наделении соответствующим статусом муниципального образования Волосовский муниципальный район и муниципальных образований в его составе».
В мае 2019 года Беседское, Каложицкое и Курское сельские поселения влились в Большеврудское сельское поселение.
В апреле 2020 года деревня и посёлок Молосковицы объединились в деревню с сохранением названия Молосковицы.

### Волховский муниципальный район
Волховский муниципальный район включает в себя 3 городских и 12 сельских поселений, в составе которых находится 281 населённый пункт.
- Административный центр — город Волхов.
- Код ОКТМО —  41 609 000.

| Поселение (муниципальное образование) | Код ОКТМО  | Число н. п. | Админ. центр  | Административно-территориальные образования |
| ------------------------------------- | ---------- | ----------- | ------------- | ------------------------------------------- |
| Бережковское сельское поселение       | 41 609 453 | 20          | Бережки       | Бережковская волость                        |
| Волховское городское поселение        | 41 609 101 | 1           | Волхов        | Город Волхов                                |
| Вындиноостровское сельское поселение  | 41 609 403 | 18          | Вындин Остров | Вындиноостровская волость                   |
| Иссадское сельское поселение          | 41 609 418 | 15          | Иссад         | Иссадская волость                           |
| Кисельнинское сельское поселение      | 41 609 471 | 21          | Кисельня      | Кисельнинская волость                       |
| Колчановское сельское поселение       | 41 609 427 | 25          | Колчаново     | Колчановская волость                        |
| Новоладожское городское поселение     | 41 609 104 | 5           | Новая Ладога  | Город Новая Ладога                          |
| Пашское сельское поселение            | 41 609 444 | 55          | Паша          | Пашская, Рыбежская и Часовенская волости    |
| Потанинское сельское поселение        | 41 609 450 | 17          | Потанино      | Потанинская волость                         |
| Свирицкое сельское поселение          | 41 609 480 | 3           | Свирица       | Свирицкая волость                           |
| Селивановское сельское поселение      | 41 609 461 | 11          | Селиваново    | Селивановская волость                       |
| Староладожское сельское поселение     | 41 609 462 | 17          | Старая Ладога | Староладожская волость                      |
| Сясьстройское городское поселение     | 41 609 108 | 11          | Сясьстрой     | Город Сясьстрой, Пульницкая волость         |
| Усадищенское сельское поселение       | 41 609 465 | 26          | Усадище       | Усадищенская волость                        |
| Хваловское сельское поселение         | 41 609 468 | 35          | Хвалово       | Хваловская волость                          |

Статус и границы Волховского муниципального района установлены областным законом № 56-оз от 6 сентября 2004 года «Об установлении границ и наделении соответствующим статусом муниципального образования Волховский муниципальный район и муниципальных образований в его составе».

### Всеволожский муниципальный район
Всеволожский муниципальный район включает в себя 12 городских и 7 сельских поселений, в составе которых находятся 154 населённых пункта.
- Административный центр — город Всеволожск.
- Код ОКТМО —  41 612 000.

| Поселение (муниципальное образование) | Код ОКТМО  | Число н. п. | Админ. центр    | Административно-территориальные образования     |
| ------------------------------------- | ---------- | ----------- | --------------- | ----------------------------------------------- |
| Агалатовское сельское поселение       | 41 612 408 | 6           | Агалатово       | Вартемягская волость                            |
| Бугровское городское поселение        | 41 612 402 | 8           | Бугры           | Часть Бугровской волости                        |
| Всеволожское городское поселение      | 41 612 101 | 4           | Всеволожск      | Город Всеволожск, часть Щегловской волости      |
| Дубровское городское поселение        | 41 612 154 | 2           | Дубровка        | Посёлок Дубровка                                |
| Заневское городское поселение         | 41 612 412 | 9           | Янино-1         | Заневская волость                               |
| Колтушское городское поселение        | 41 612 416 | 31          | Колтуши         | Колтушская и Разметелевская волости             |
| Кузьмоловское городское поселение     | 41 612 158 | 3           | Кузьмоловский   | Посёлок Кузьмоловский, часть Бугровской волости |
| Куйвозовское сельское поселение       | 41 612 420 | 17          | Куйвози         | Куйвозовская волость                            |
| Лесколовское сельское поселение       | 41 612 424 | 12          | Верхние Осельки | Лесколовская волость                            |
| Морозовское городское поселение       | 41 612 163 | 7           | Имени Морозова  | Посёлок Имени Морозова                          |
| Муринское городское поселение         | 41 612 428 | 2           | Мурино          | Часть Муринской волости                         |
| Новодевяткинское сельское поселение   | 41 612 456 | 1           | Новое Девяткино | Часть Муринской волости                         |
| Рахьинское городское поселение        | 41 612 167 | 13          | Рахья           | Посёлок Рахья, Вагановская волость              |
| Романовское сельское поселение        | 41 612 442 | 6           | Романовка       | Романовская волость                             |
| Свердловское городское поселение      | 41 612 168 | 10          | Имени Свердлова | Посёлок Имени Свердлова                         |
| Сертоловское городское поселение      | 41 612 102 | 2           | Сертолово       | Город Сертолово                                 |
| Токсовское городское поселение        | 41 612 175 | 6           | Токсово         | Посёлок Токсово                                 |
| Щегловское сельское поселение         | 41 612 448 | 7           | Щеглово         | Часть Щегловской волости                        |
| Юкковское сельское поселение          | 41 612 456 | 5           | Юкки            | Юкковская волость                               |

Статус и границы Всеволожского муниципального района установлены областным законом № 17-оз от 10 марта 2004 года «Об установлении границ и наделении соответствующим статусом муниципальных образований Всеволожский район и Выборгский район и муниципальных образований в их составе».
Законом Ленинградской области от 29 декабря 2015 года № 148-оз, Заневское сельское поселение было преобразовано в Заневское городское поселение.
26 апреля 2019 года в соответствии с областным законом № 17-оз от 15 апреля 2019 года одновременно с присвоением Мурину статуса города Муринское сельское поселение было преобразовано в Муринское городское поселение.
25 июня 2023 года одновременно с присвоением деревне Колтуши статуса города Колтушское сельское поселение было преобразовано в Колтушское городское поселение.
19 июня 2024 года в соответствии с областным законом № 66-оз от 8 июня 2024 года посёлку Бугры был присвоен статус города, Бугровское сельское поселение было преобразовано в Бугровское городское поселение.

### Выборгский муниципальный район
Выборгский муниципальный район включает в себя 7 городских и 5 сельских поселений, в составе которых находится 181 населённый пункт.
- Административный центр — город Выборг.
- Код ОКТМО —  41 615 000.

| Поселение (муниципальное образование) | Код ОКТМО  | Число н. п. | Админ. центр   | Административно-территориальные образования                               |
| ------------------------------------- | ---------- | ----------- | -------------- | ------------------------------------------------------------------------- |
| Выборгское городское поселение        | 41 615 101 | 1           | Выборг         | Город Выборг                                                              |
| Высоцкое городское поселение          | 41 615 104 | 1           | Высоцк         | Город Высоцк                                                              |
| Гончаровское сельское поселение       | 41 615 476 | 19          | Гончарово      | Гавриловская, Гвардейская, Гончаровская и Житковская волости              |
| Каменногорское городское поселение    | 41 615 106 | 30          | Каменногорск   | Город Каменногорск, Бородинская, Возрожденская и Красносокольская волости |
| Красносельское сельское поселение     | 41 615 436 | 21          | Красносельское | Кирилловская и Красносельская волости                                     |
| Первомайское сельское поселение       | 41 615 460 | 15          | Первомайское   | Ленинская и Первомайская волости                                          |
| Полянское сельское поселение          | 41 615 464 | 28          | Поляны         | Полянская волость                                                         |
| Приморское городское поселение        | 41 615 108 | 21          | Приморск       | Город Приморск, Ермиловская, Глебычевская и Краснодолинская волости       |
| Рощинское городское поселение         | 41 615 158 | 12          | Рощино         | Посёлок Рощино, Цвелодубовская волость                                    |
| Светогорское городское поселение      | 41 615 114 | 4           | Светогорск     | Город Светогорск, посёлок Лесогорский, Лосевская волость                  |
| Селезнёвское сельское поселение       | 41 615 476 | 19          | Селезнёво      | Большепольская, Кондратьевская и Селезнёвская волости                     |
| Советское городское поселение         | 41 615 163 | 11          | Советский      | Посёлок Советский, Соколинская и Токоревская волости                      |

Статус и границы Выборгского муниципального района установлены областным законом № 17-оз от 10 марта 2004 года «Об установлении границ и наделении соответствующим статусом муниципальных образований Всеволожский район и Выборгский район и муниципальных образований в их составе».
2 марта 2008 года прошли референдумы об объединении Светогорского и Лесогорского городских поселений в единое муниципальное образование «Светогорское городское поселение» с административным центром в Светогорске. Жители проголосовали за объединение муниципальных образований с 1 января 2010 года.

### Гатчинский муниципальный округ
Гатчинский муниципальный округ включает в себя 240 населённых пунктов.
- Административный центр — город Гатчина.
- Код ОКТМО —  41 618 000.

До преобразования 2 мая 2024 года в муниципальный округ, Гатчинский муниципальный район включал в себя 6 городских и 11 сельских поселений:
| Поселение (муниципальное образование) | Код ОКТМО  | Число н. п. | Админ. центр    | Административно-территориальные образования            |
| ------------------------------------- | ---------- | ----------- | --------------- | ------------------------------------------------------ |
| Большеколпанское сельское поселение   | 41 618 408 | 16          | Большие Колпаны | Большеколпанская волость                               |
| Веревское сельское поселение          | 41 618 416 | 19          | Малое Верево    | Веревская волость                                      |
| Войсковицкое сельское поселение       | 41 618 418 | 5           | Войсковицы      | Войсковицкая волость                                   |
| Вырицкое городское поселение          | 41 618 154 | 27          | Вырица          | Посёлок Вырица, Минская, Новинская и Чащинская волости |
| Гатчинское городское поселение        | 41 618 101 | 2           | Гатчина         | Город Гатчина                                          |
| Дружногорское городское поселение     | 41 618 156 | 12          | Дружная Горка   | Посёлок Дружная Горка, Орлинская волость               |
| Елизаветинское сельское поселение     | 41 618 424 | 26          | Елизаветино     | Елизаветинская волость                                 |
| Кобринское сельское поселение         | 41 618 426 | 16          | Кобринское      | Воскресенская и Кобринская волости                     |
| Коммунарское городское поселение      | 41 618 105 | 1           | Коммунар        | Город Коммунар                                         |
| Новосветское сельское поселение       | 41 618 444 | 7           | Новый Свет      | Пригородная волость                                    |
| Пудомягское сельское поселение        | 41 618 404 | 17          | Пудомяги        | Антелевская волость                                    |
| Пудостьское сельское поселение        | 41 618 448 | 28          | Пудость         | Пудостьская волость                                    |
| Рождественское сельское поселение     | 41 618 452 | 14          | Рождествено     | Рождественская волость                                 |
| Сиверское городское поселение         | 41 618 169 | 8           | Сиверский       | Посёлок Сиверский, Сиверская волость                   |
| Сусанинское сельское поселение        | 41 618 460 | 9           | Сусанино        | Сусанинская волость                                    |
| Сяськелевское сельское поселение      | 41 618 461 | 21          | Сяськелево      | Сяськелевская волость                                  |
| Таицкое городское поселение           | 41 618 176 | 13          | Тайцы           | Посёлок Тайцы                                          |

Статус и границы Гатчинского муниципального района установлены областными законами № 113-оз от 16 декабря 2004 года «Об установлении границ и наделении соответствующим статусом муниципального образования Гатчинский муниципальный район и муниципальных образований в его составе» и № 115-оз от 22 декабря 2004 года «Об установлении границ и наделении статусом городского поселения муниципального образования город Гатчина в Гатчинском муниципальном районе», а также законом № 50-оз от 2 мая 2024 года «Об объединении поселений, входящих в состав Гатчинского муниципального района Ленинградской области, наделении вновь образованного муниципального образования статусом муниципального округа и о внесении изменений в областной закон "Об административно-территориальном устройстве Ленинградской области и порядке его изменения"».

### Кингисеппский муниципальный район
Кингисеппский муниципальный район включает в себя 2 городских и 9 сельских поселений, в составе которых находятся 192 населённых пункта.
- Административный центр — город Кингисепп.
- Код ОКТМО —  41 603 000.

| Поселение (муниципальное образование) | Код ОКТМО  | Число н. п. | Админ. центр       | Административно-территориальные образования |
| ------------------------------------- | ---------- | ----------- | ------------------ | ------------------------------------------- |
| Большелуцкое сельское поселение       | 41 621 404 | 22          | Кингисеппский      | Части Большелуцкой и Пустомержской волостей |
| Вистинское сельское поселение         | 41 621 452 | 19          | Вистино            | Сойкинская волость                          |
| Ивангородское городское поселение     | 41 621 102 | 3           | Ивангород          | Город Ивангород                             |
| Кингисеппское городское поселение     | 41 621 101 | 2           | Кингисепп          | Город Кингисепп, часть Большелуцкой волости |
| Котельское сельское поселение         | 41 621 420 | 44          | Котельский         | Котельская волость                          |
| Кузёмкинское сельское поселение       | 41 621 432 | 18          | Большое Кузёмкино  | Кузёмкинская волость                        |
| Нежновское сельское поселение         | 41 621 440 | 21          | Нежново            | Нежновская волость                          |
| Опольевское сельское поселение        | 41 621 444 | 22          | Ополье             | Опольевская волость                         |
| Пустомержское сельское поселение      | 41 621 448 | 18          | Большая Пустомержа | Часть Пустомержской волости                 |
| Усть-Лужское сельское поселение       | 41 621 428 | 14          | Усть-Луга          | Усть-Лужская волость                        |
| Фалилеевское сельское поселение       | 41 621 412 | 9           | Фалилеево          | Кайболовская волость                        |

Статус и границы Кингисеппского муниципального района установлены областным законом № 81-оз от 28 октября 2004 года «Об установлении границ и наделении соответствующим статусом муниципального образования Кингисеппский муниципальный район и муниципальных образований в его составе».

### Киришский муниципальный район
Киришский муниципальный район включает в себя 2 городских и 4 сельских поселений, в составе которых находятся 77 населённых пунктов.
- Административный центр — город Кириши.
- Код ОКТМО —  41 624 000.

| Поселение (муниципальное образование) | Код ОКТМО  | Число н. п. | Админ. центр | Административно-территориальные образования       |
| ------------------------------------- | ---------- | ----------- | ------------ | ------------------------------------------------- |
| Будогощское городское поселение       | 41 624 152 | 30          | Будогощь     | Посёлок Будогощь, Будогощская и Кукуйская волости |
| Глажевское сельское поселение         | 41 624 412 | 20          | Глажево      | Глажевская волость                                |
| Киришское городское поселение         | 41 624 101 | 1           | Кириши       | Город Кириши                                      |
| Кусинское сельское поселение          | 41 624 423 | 10          | Кусино       | Кусинская волость                                 |
| Пчёвжинское сельское поселение        | 41 624 427 | 7           | Пчёвжа       | Пчёвжинская волость                               |
| Пчевское сельское поселение           | 41 624 428 | 9           | Пчева        | Пчевская волость                                  |

Статус и границы Киришского муниципального района установлены областным законом № 49-оз от 1 сентября 2004 года «Об установлении границ и наделении соответствующим статусом муниципального образования Киришский муниципальный район и муниципальных образований в его составе».

### Кировский муниципальный район
Кировский муниципальный район включает в себя 8 городских и 3 сельских поселений, в составе которых находятся 98 населённых пунктов.
- Административный центр — город Кировск.
- Код ОКТМО —  41 625 000.

| Поселение (муниципальное образование) | Код ОКТМО  | Число н. п. | Админ. центр | Административно-территориальные образования                |
| ------------------------------------- | ---------- | ----------- | ------------ | ---------------------------------------------------------- |
| Кировское городское поселение         | 41 625 101 | 2           | Кировск      | Город Кировск, часть Лезьенской волости                    |
| Мгинское городское поселение          | 41 625 154 | 19          | Мга          | Посёлок Мга, Берёзовская волость, часть Лезьенской волости |
| Назиевское городское поселение        | 41 625 156 | 15          | Назия        | Посёлок Назия                                              |
| Отрадненское городское поселение      | 41 625 104 | 1           | Отрадное     | Город Отрадное                                             |
| Павловское городское поселение        | 41 625 158 | 4           | Павлово      | Посёлок Павлово                                            |
| Приладожское городское поселение      | 41 625 160 | 2           | Приладожский | Посёлок Приладожский                                       |
| Путиловское сельское поселение        | 41 625 440 | 8           | Путилово     | Путиловская волость                                        |
| Синявинское городское поселение       | 41 625 163 | 1           | Синявино     | Посёлок Синявино                                           |
| Суховское сельское поселение          | 41 625 445 | 18          | Сухое        | Суховская волость                                          |
| Шлиссельбургское городское поселение  | 41 625 102 | 1           | Шлиссельбург | Город Шлиссельбург                                         |
| Шумское сельское поселение            | 41 625 450 | 29          | Шум          | Шумская волость                                            |

Статус и границы Кировского муниципального района установлены областным законом № 100-оз от 29 ноября 2004 года «Об установлении границ и наделении соответствующим статусом муниципального образования Кировский муниципальный район и муниципальных образований в его составе».

### Лодейнопольский муниципальный район
Лодейнопольский муниципальный район включает в себя 2 городских и 3 сельских поселений, в составе которых находятся 123 населённых пункта.
- Административный центр — город Лодейное Поле.
- Код ОКТМО —  41 627 000.

| Поселение (муниципальное образование) | Код ОКТМО  | Число н. п. | Админ. центр  | Административно-территориальные образования                                  |
| ------------------------------------- | ---------- | ----------- | ------------- | ---------------------------------------------------------------------------- |
| Алёховщинское сельское поселение      | 41 627 404 | 65          | Алёховщина    | Алёховщинская, Тервеническая и Яровщинская волости, часть Имоченской волости |
| Доможировское сельское поселение      | 41 627 410 | 36          | Доможирово    | Доможировская волость                                                        |
| Лодейнопольское городское поселение   | 41 627 101 | 8           | Лодейное Поле | Город Лодейное Поле, Шамокшинская волость                                    |
| Свирьстройское городское поселение    | 41 627 154 | 1           | Свирьстрой    | городское поселение Свирьстрой                                               |
| Янегское сельское поселение           | 41 627 420 | 13          | Янега         | Андреевщинская и Янегская волости, часть Имоченской волости                  |

Статус и границы Лодейнопольского муниципального района установлены областным законом № 63-оз от 20 сентября 2004 года «Об установлении границ и наделении соответствующим статусом муниципального образования Лодейнопольский муниципальный район и муниципальных образований в его составе».

### Ломоносовский муниципальный район
Ломоносовский муниципальный район включает в себя 4 городских и 11 сельских поселений, в составе которых находятся 142 населённых пункта.
- Административный центр — город Ломоносов.
- Код ОКТМО —  41 630 000.

| Поселение (муниципальное образование) | Код ОКТМО  | Число н. п. | Админ. центр    | Административно-территориальные образования                                               |
| ------------------------------------- | ---------- | ----------- | --------------- | ----------------------------------------------------------------------------------------- |
| Аннинское городское поселение         | 41 630 404 | 14          | Новоселье       | Аннинская волость                                                                         |
| Большеижорское городское поселение    | 41 630 154 | 1           | Большая Ижора   | Посёлок Большая Ижора                                                                     |
| Виллозское городское поселение        | 41 630 157 | 13          | Виллози         | Горская волость                                                                           |
| Горбунковское сельское поселение      | 41 630 424 | 8           | Горбунки        | Заводская волость                                                                         |
| Гостилицкое сельское поселение        | 41 630 420 | 7           | Гостилицы       | Гостилицкая волость                                                                       |
| Кипенское сельское поселение          | 41 630 428 | 11          | Кипень          | Кипенская волость                                                                         |
| Копорское сельское поселение          | 41 630 432 | 17          | Копорье         | Копорская волость, часть населённых пунктов, находящихся в подчинении города Сосновый Бор |
| Лаголовское сельское поселение        | 41 630 434 | 3           | Лаголово        | Часть Русско-Высоцкой волости                                                             |
| Лебяженское городское поселение       | 41 630 162 | 10          | Лебяжье         | Посёлок Лебяжье, Шепелевская волость                                                      |
| Лопухинское сельское поселение        | 41 630 436 | 13          | Лопухинка       | Лопухинская волость                                                                       |
| Низинское сельское поселение          | 41 630 408 | 10          | Низино          | Бабигонская волость                                                                       |
| Оржицкое сельское поселение           | 41 630 438 | 6           | Оржицы          | Оржицкая волость                                                                          |
| Пениковское сельское поселение        | 41 630 412 | 19          | Пеники          | Бронинская волость                                                                        |
| Ропшинское сельское поселение         | 41 630 440 | 9           | Ропша           | Ропшинская волость, часть Русско-Высоцкой волости                                         |
| Русско-Высоцкое сельское поселение    | 41 630 444 | 2           | Русско-Высоцкое | Часть Русско-Высоцкой волости                                                             |

Статус и границы Ломоносовского муниципального района установлены областным законом № 117-оз от 24 декабря 2004 года «Об установлении границ и наделении соответствующим статусом муниципального образования Ломоносовский муниципальный район и муниципальных образований в его составе».

### Лужский муниципальный район
Лужский муниципальный район включает в себя 2 городских и 12 сельских поселений, в составе которых находятся 348 населённых пунктов.
- Административный центр — город Луга.
- Код ОКТМО —  41 633 000.

| Поселение (муниципальное образование) | Код ОКТМО  | Число н. п. | Админ. центр | Административно-территориальные образования                      |
| ------------------------------------- | ---------- | ----------- | ------------ | ---------------------------------------------------------------- |
| Володарское сельское поселение        | 41 633 408 | 13          | Володарское  | Володарская волость                                              |
| Волошовское сельское поселение        | 41 633 416 | 17          | Волошово     | Волошовская волость                                              |
| Дзержинское сельское поселение        | 41 633 420 | 17          | Дзержинского | Дзержинская и Торошковская волости                               |
| Заклинское сельское поселение         | 41 633 436 | 34          | Заклинье     | Части Заклинской и Каменской волостей                            |
| Лужское городское поселение           | 41 633 101 | 5           | Луга         | Город Луга, части Заклинской и Межозёрной волостей               |
| Мшинское сельское поселение           | 41 633 440 | 20          | Мшинская     | Мшинская волость                                                 |
| Оредежское сельское поселение         | 41 633 444 | 24          | Оредеж       | Оредежская и Тёсовская волости, часть Каменской волости          |
| Осьминское сельское поселение         | 41 633 448 | 54          | Осьмино      | Осьминская и Рельская волости                                    |
| Ретюнское сельское поселение          | 41 633 488 | 20          | Ретюнь       | Ретюньская волость, часть Межозёрной волости                     |
| Серебрянское сельское поселение       | 41 633 464 | 19          | Серебрянский | Серебрянская волость                                             |
| Скребловское сельское поселение       | 41 633 468 | 33          | Скреблово    | Скребловская волость и часть Межозёрной волости                  |
| Толмачёвское городское поселение      | 41 633 144 | 39          | Толмачёво    | Посёлок Толмачёво, Толмачёвская волость, часть Каменской волости |
| Торковичское сельское поселение       | 41 633 478 | 4           | Торковичи    | Торковичская волость                                             |
| Ям-Тёсовское сельское поселение       | 41 633 456 | 49          | Ям-Тёсово    | Приозёрная, Ям-Тёсовская волости                                 |

Статус и границы Лужского муниципального района установлены областным законом № 65-оз от 28 сентября 2004 года «Об установлении границ и наделении соответствующим статусом муниципального образования Лужский муниципальный район и муниципальных образований в его составе».

### Подпорожский муниципальный район
Подпорожский муниципальный район включает в себя 4 городских и 1 сельское поселение, в составе которых находятся 72 населённых пункта.
- Административный центр — город Подпорожье.
- Код ОКТМО —  41 636 000.

| Поселение (муниципальное образование) | Код ОКТМО  | Число н. п. | Админ. центр | Административно-территориальные образования |
| ------------------------------------- | ---------- | ----------- | ------------ | --- |
| Важинское городское поселение         | 41 636 154 | 8           | Важины       | Посёлок Важины (часть населённых пунктов, подчинённых посёлку), часть Курповской волости                                                                   |
| Винницкое сельское поселение          | 41 636 404 | 38          | Винницы      | Винницкая, Курбинская, Озёрская, Ярославская волости |
| Вознесенское городское поселение      | 41 636 158 | 10          | Вознесенье   | Посёлок Вознесенье |
| Никольское городское поселение        | 41 636 163 | 2           | Никольский   | Посёлок Никольский (часть населённых пунктов, подчинённых посёлку)                                                                                         |
| Подпорожское городское поселение      | 41 636 101 | 14          | Подпорожье   | Город Подпорожье, Токарская и Шеменская волости, часть Курповской волости, часть населённых пунктов, находящихся в подчинении посёлков Важины и Никольский |

Статус и границы Подпорожского муниципального района установлены областным законом № 51-оз от 1 сентября 2004 года «Об установлении границ и наделении соответствующим статусом муниципального образования Подпорожский муниципальный район и муниципальных образований в его составе».

### Приозерский муниципальный район
Приозерский муниципальный район включает в себя 2 городских и 12 сельских поселений, в составе которых находятся 131 населённый пункт.
- Административный центр — город Приозерск.
- Код ОКТМО —  41 639 000.

| Поселение (муниципальное образование) | Код ОКТМО  | Число н. п. | Админ. центр  | Административно-территориальные образования |
| ------------------------------------- | ---------- | ----------- | ------------- | ------------------------------------------- |
| Громовское сельское поселение         | 41 639 412 | 12          | Громово       | Громовская волость                          |
| Запорожское сельское поселение        | 41 639 416 | 7           | Запорожское   | Запорожская волость                         |
| Красноозёрное сельское поселение      | 41 639 420 | 5           | Красноозёрное | Красноозёрная волость                       |
| Кузнечнинское городское поселение     | 41 639 154 | 2           | Кузнечное     | Посёлок Кузнечное                           |
| Ларионовское сельское поселение       | 41 639 424 | 12          | Ларионово     | Часть Ларионовской волости                  |
| Мельниковское сельское поселение      | 41 639 428 | 8           | Мельниково    | Мельниковская волость                       |
| Мичуринское сельское поселение        | 41 639 432 | 2           | Мичуринское   | Мичуринская волость                         |
| Петровское сельское поселение         | 41 639 440 | 6           | Петровское    | Петровская волость                          |
| Плодовское сельское поселение         | 41 639 436 | 12          | Плодовое      | Отрадненская волость                        |
| Приозерское городское поселение       | 41 639 101 | 4           | Приозерск     | Город Приозерск, часть Ларионовской волости |
| Раздольевское сельское поселение      | 41 639 408 | 5           | Раздолье      | Борисовская волость                         |
| Ромашкинское сельское поселение       | 41 639 434 | 10          | Ромашки       | Ромашкинская волость                        |
| Севастьяновское сельское поселение    | 41 639 404 | 9           | Севастьяново  | Богатырёвская волость                       |
| Сосновское сельское поселение         | 41 639 444 | 9           | Сосново       | Сосновская волость                          |

Статус и границы Приозерского муниципального района установлены областным законом № 50-оз от 1 сентября 2004 года «Об установлении границ и наделении соответствующим статусом муниципального образования Приозерский муниципальный район и муниципальных образований в его составе».

### Сланцевский муниципальный район
Сланцевский муниципальный район включает в себя 1 городское и 6 сельских поселений, в составе которых находятся 157 населённых пунктов.
- Административный центр — город Сланцы.
- Код ОКТМО —  41 642 000.

| Поселение (муниципальное образование) | Код ОКТМО  | Число н. п. | Админ. центр | Административно-территориальные образования         |
| ------------------------------------- | ---------- | ----------- | ------------ | --------------------------------------------------- |
| Выскатское сельское поселение         | 41 642 404 | 28          | Выскатка     | Часть Выскатской волости                            |
| Гостицкое сельское поселение          | 41 642 424 | 8           | Гостицы      | Часть Гостицкой волости                             |
| Загривское сельское поселение         | 41 642 408 | 10          | Загривье     | Загривская волость                                  |
| Новосельское сельское поселение       | 41 642 420 | 34          | Новоселье    | Новосельская волость                                |
| Сланцевское городское поселение       | 41 642 101 | 9           | Сланцы       | Город Сланцы, части Выскатской и Гостицкой волостей |
| Старопольское сельское поселение      | 41 642 436 | 57          | Старополье   | Овсищенская и Старопольская волости                 |
| Черновское сельское поселение         | 41 642 440 | 11          | Монастырёк   | Черновская волость                                  |

Статус и границы Сланцевского муниципального района установлены областным законом № 47-оз от 1 сентября 2004 года «Об установлении границ и наделении соответствующим статусом муниципального образования Сланцевский муниципальный район и муниципальных образований в его составе».

### Тихвинский муниципальный район
Тихвинский муниципальный район включает в себя 1 городское и 8 сельских поселений, в составе которых находятся 197 населённых пунктов.
- Административный центр — город Тихвин.
- Код ОКТМО —  41 645 000.

| Поселение (муниципальное образование) | Код ОКТМО  | Число н. п. | Админ. центр      | Административно-территориальные образования        |
| ------------------------------------- | ---------- | ----------- | ----------------- | -------------------------------------------------- |
| Борское сельское поселение            | 41 645 410 | 11          | Бор               | Борская волость                                    |
| Ганьковское сельское поселение        | 41 645 412 | 30          | Ганьково          | Ерёминогорская волости и часть Ганьковской волости |
| Горское сельское поселение            | 41 645 416 | 22          | Горка             | Горская волость                                    |
| Коськовское сельское поселение        | 41 645 472 | 21          | Коськово          | Шиженская волость                                  |
| Мелегежское сельское поселение        | 41 645 408 | 13          | Мелегежская Горка | Андреевская волость                                |
| Пашозёрское сельское поселение        | 41 645 456 | 15          | Пашозеро          | Алексеевская и Пашозерская волости                 |
| Тихвинское городское поселение        | 41 645 101 | 19          | Тихвин            | Город Тихвин, Красавская и Лазаревичская волости   |
| Цвылёвское сельское поселение         | 41 645 432 | 31          | Цвылёво           | Ильинская и Липногорская волости                   |
| Шугозёрское сельское поселение        | 41 645 477 | 35          | Шугозеро          | Шугозерская волость и часть Ганьковской волости    |

Статус и границы Тихвинского муниципального района установлены областным законом № 52-оз от 1 сентября 2004 года «Об установлении границ и наделении соответствующим статусом муниципального образования Тихвинский муниципальный район и муниципальных образований в его составе».

### Тосненский муниципальный район
Тосненский муниципальный район включает в себя 9 городских и 4 сельских поселения, в составе которых находятся 147 населённых пунктов.
- Административный центр — город Тосно.
- Код ОКТМО —  41 648 000.

| Поселение (муниципальное образование) | Код ОКТМО  | Число н. п. | Админ. центр  | Административно-территориальные образования                                                              |
| ------------------------------------- | ---------- | ----------- | ------------- | --- |
| Красноборское городское поселение     | 41 648 154 | 4           | Красный Бор   | Посёлок Красный Бор                                                                                      |
| Лисинское сельское поселение          | 41 648 430 | 17          | Лисино-Корпус | Радофинниковская волость и часть Лисинской волости                                                       |
| Любанское городское поселение         | 41 648 105 | 26          | Любань        | Город Любань, населённый пункт, находящийся в подчинении посёлка Рябово, Любанская и Сельцовская волости |
| Никольское городское поселение        | 41 648 108 | 4           | Никольское    | Город Никольское                                                                                         |
| Нурминское сельское поселение         | 41 648 418 | 3           | Нурма         | Часть Шапкинской волости                                                                                 |
| Рябовское городское поселение         | 41 648 160 | 1           | Рябово        | Посёлок Рябово (без населённого пункта, находящегося в его подчинении)                                   |
| Тельмановское городское поселение     | 41 648 443 | 4           | Тельмана      | Тельмановская волость                                                                                    |
| Тосненское городское поселение        | 41 648 101 | 19          | Тосно         | Город Тосно, Тарасовская и Ушакинская волости, части Лисинской и Новолисинской волостей                  |
| Трубникоборское сельское поселение    | 41 648 444 | 16          | Трубников Бор | Трубникоборская и Чудскоборская волости                                                                  |
| Ульяновское городское поселение       | 41 648 164 | 1           | Ульяновка     | Посёлок Ульяновка                                                                                        |
| Фёдоровское городское поселение       | 41 648 452 | 4           | Фёдоровское   | Часть Фёдоровской волости                                                                                |
| Форносовское городское поселение      | 41 648 170 | 10          | Форносово     | Посёлок Форносово, части Новолисинской и Фёдоровской волостей                                            |
| Шапкинское сельское поселение         | 41 648 464 | 6           | Шапки         | Часть Шапкинской волости                                                                                 |

Статус и границы Тосненского муниципального района установлены областным законом № 116-оз от 22 декабря 2004 года «Об установлении границ и наделении соответствующим статусом муниципального образования Тосненский муниципальный район и муниципальных образований в его составе».

### Сосновоборский городской округ
Сосновоборский городской округ включает в себя 1 населённый пункт — город Сосновый Бор
- Административный центр — город Сосновый Бор.
- Код ОКТМО — 41 754 000.

Поселения отсутствуют (городской округ сам является поселением, не входящим в состав других муниципальных образований)
Статус и границы Сосновоборского городского округа установлены областным законом № 22-оз от 31 марта 2005 года «Об установлении границ муниципального образования Сосновоборский городской округ».

## История административно-территориального деления

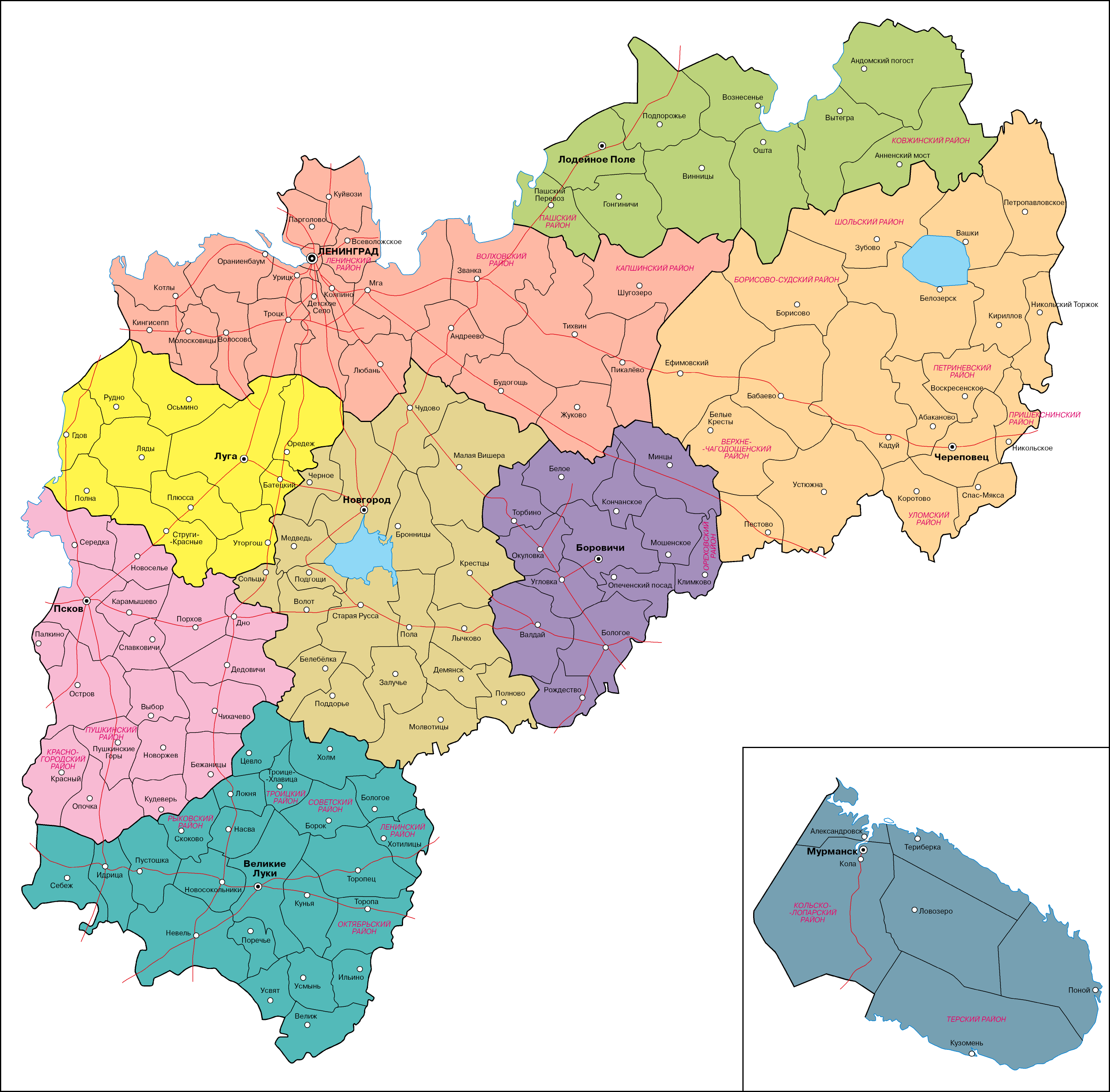
Карта Ленинградской области в 1927 году

### 1927—1930
Ленинградская область была образована 1 августа 1927 года. В её состав вошли территории 5 бывших губерний: Ленинградской, Мурманской, Новгородской, Псковской и Череповецкой.
В 1927 году в области существовало 9 округов и 2 самостоятельных города (Ленинград и Кронштадт):
- Боровичский округ
  - Вольский (Бельский), Бологовский, Боровичский, Валдайский, Кончанский, Минецкий, Мошенской, Окуловский, Опеченский, Ореховский, Рождественский, Торбинский, Угловский районы.
- Великолукский округ
  - Бологовский, Велижский, Великолукский, Идрицкий, Ильинский, Куньинский, Ленинский, Локнянский, Насвинский, Невельский, Новосокольнический, Октябрьский, Поречьевский, Пустошкинский, Рыковский, Себежский, Советский, Торопецкий, Троицкий, Усвятский, Усмынский, Холмский, Цевельский, Усть-Долысский (с 10.12.1928) районы.
- Ленинградский округ
  - Андреевский, Будогощенский, Волосовский, Волховский, Детскосельский, Жуковский, Капшинский, Кингисеппский, Колпинский, Котельский, Куйвозовский финский национальный, Ленинский, Ораниенбаумский, Любаньский, Мгинский, Молосковицкий, Парголовский, Пикалёвский, Тихвинский, Троцкий (с 08.1929 — Красногвардейский) и Урицкий.
- Лодейнопольский округ
  - Андомский, Винницкий вепсский национальный, Вознесенский, Вытегорский, Ковжинский, Лодейнопольский, Оштинский, Оятский, Пашский, Подпорожский районы.
- Лужский округ
  - Батецкий, Гдовский, Лужский, Лядский, Оредежский, Осьминский, Плюсский, Полновский, Рудненский, Струго-Красненский, Уторгошский.
- Мурманский округ
  - Александровский, Кольско-Лопарский, Ловозерский, Понойский, Териберский, Терский районы.
- Новгородский округ
  - Белебёлковский, Бронницкий, Волотовский, Демянский, Залучский, Крестецкий, Луженский (с 10.12.1928 — Лычковский), Маловишерский, Медведский, Молвотицкий, Новгородский, Подгощский, Поддорский, Полновский, Польский, Солецкий, Старорусский, Черновский, Чудовский районы.
- Псковский округ
  - Бежаницкий, Выборский, Дедовичский, Дновский, Карамышевский, Красногородский, Кудеверский, Новоржевский, Новосельский, Опочецкий, Островский, Палкинский, Порховский, Псковский, Пушкинский, Серёдкинский, Славковский, Чихачевский районы.
- Череповецкий округ
  - Абакановский, Бабаевский, Белозерский, Борисово-Судский, Вашкинский, Верхне-Чагодощенский, Ефимовский, Кадуйский, Кирилловский, Мяксинский, Николо-Торжский, Пестовский, Петриневский, Петропавловский, Пришекснинский, Уломский, Устюженский, Череповецкий, Шольский.

3 июня 1929 в состав Западной области передан Великолукский округ.
В 1930 году упразднены Боровичский, Ленинградский, Лодейнопольский, Лужский, Новгородский, Псковский, Череповецкий округа. Остался один округ — Мурманский. В этом же году упразднены Детскосельский, Колпинский, Ленинский, Любаньский, Парголовский, Урицкий районы.

### 1930—1944
В августе 1930 образованы Ленинградский Пригородный и Тосненский районы, города Боровичи, Новгород, Псков, Череповец преобразованы в самостоятельные административно-хозяйственные центры с непосредственным подчинением Леноблисполкому.
В сентябре 1930 Мгинский район переименован в Путиловский район.
В октябре 1930 Полновский район переименован в Полново-Селигерский район.
Таким образом, на 1 января 1931 года существовал 1 округ, 107 районов и 6 городов, выделенных в самостоятельные административно-хозяйственные единицы
В 1931 году образован Шимозерский национальный вепский район-волость.
В марте 1931 Бельский район переименован в Любытинский, Бронницкий в Мстинский, Жуковский в Дрегельский район.
В июне 1931 Путиловский район переименован в Мгинский район.
В сентябре 1931 упразднены Абакановский, Белебелковский, Карамышевский, Котельский, Кудеверский, Медведский, Молосковицкий, Николоторжский, Опеченский, Ореховский, Палкинский, Подгощский, Полновский, Рождественский, Торбинский, Уломский, Уторгошский, Черновский районы. В этом же месяце Андреевский район переименован в Киришский, Минецкий район в Хвойнинский, Петропавловский район в Чарозерский.
На 1 декабря 1931 года существовал 1 округ, 89 районов и 6 городов, выделенных в самостоятельные административно-хозяйственные единицы:
3 декабря 1931 город Ленинград (с Кронштадтом) выделен из состава Ленинградской области и стал городом республиканского подчинения; Ленинградский Пригородный район передан в подчинение Ленинградского городского совета.
1 января 1932 года упразднены Будогощенский, Волотовский, Выборский, Кончанский, Красногородский, Мстинский, Новосельский, Пикалевский, Плюсский, Полново-Селигерский, Польский, Угловский, Чихачевский районы.
В июле 1933 года упразднен Рудненский район.
29 января 1935 года в состав Калининской области переданы Бежаницкий, Бологовский, Новоржевский, Опочецкий, Пушкинский районы.
15 февраля 1935 образованы Волотовский, Карамышевский, Новосельский, Палкинский, Плюсский, Полновский, Сошихинский, Уторгошский, Шимский районы.
22 марта 1935 образованы Кингисеппский округ (в составе Волосовского, Кингисеппского и Осьминского районов, город Кингисепп был переведён из районного подчинения в окружное) и Псковский округ (в составе Гдовского, Карамышевского, Лядского, Новосельского, Островского, Палкинского, Полновского, Псковского, Середкинского, Славковского, Сошихинского и Струго-Красненского районов, город Псков переведён из областного подчинения в окружное).
В марте 1936 года Куйвозовский район переименован в Токсовский.
16 августа 1936 упразднен Ленинградский Пригородный район, образованы Всеволожский, Красносельский, Парголовский и Слуцкий районы, города Сестрорецк и Шлиссельбург преобразованы в самостоятельные административные единицы — города областного подчинения.
В сентябре 1937 года в состав Вологодской области переданы город областного подчинения Череповец, Андомский, Бабаевский, Белозерский, Борисово-Судский, Вашкинский, Вытегорский, Кадуйский, Кирилловский, Ковжинский, Мяксинский, Оштинский, Петриневский, Пришекснинский, Устюженский, Чагодощенский, Чарозерский, Череповецкий, Шольский районы.
На 1 марта 1938 года существовало 3 округа, 49 районов и 6 городов областного подчинения:
28 мая 1938 года из состава Ленинградской области выделен и упразднен Мурманский округ.
В октябре 1938 года к категории городов областного подчинения отнесен город Красногвардейск.
В феврале 1939 год упразднен Токсовский район.
3 августа 1939 образованы Опеченский, Пожеревицкий и Полавский районы.
19 сентября 1939 года к категории городов областного подчинения отнесены города Волхов, Ораниенбаум, Луга, Слуцк, Старая Русса.
В апреле 1940 года образованы Каннельярвский, Койвистовский и Раутовский районы.
16 мая 1940 года к категории городов областного подчинения отнесен город Териоки.
19 сентября 1940 упразднены Кингисеппский (Волосовский, Кингисеппский и Осьминский районы переведены в областное подчинение, город Кингисепп был переведён из окружного подчинения в районное) и Псковский (Гдовский, Карамышевский, Лядский, Новосельский, Островский, Палкинский, Полновский, Псковский, Серёдкинский, Славковский, Сошихинский, Струго-Красненский районы переведены в областное подчинение, город Псков был переведён из окружного подчинения в областное) округа.
В марте 1941 образованы Белебелковский, Мстинский и Сланцевский районы.
В январе 1944 Слуцкий район переименован в Павловский, Красногвардейский район переименован в Гатчинский.
5 июля 1944 в состав Новгородской области переданы города областного подчинения Боровичи, Новгород, Батецкий, Белебелковский, Боровичский, Валдайский, Волотовский, Демянский, Дрегельский, Залучский, Крестецкий, Лычковский, Любытинский, Маловишерский, Молвотицкий, Мошенской, Мстинский, Новгородский, Окуловский, Опеченский, Пестовский, Поддорский, Полавский, Солецкий, Старорусский, Уторгошский, Хвойнинский, Чудовский, Шимский районы.
23 августа 1944 в состав Псковской области переданы город областного подчинения Псков, Гдовский, Дедовичский, Дновский, Карамышевский, Лядский, Новосельский, Островский, Палкинский, Плюсский, Пожеревицкий, Полновский, Порховский, Псковский, Середкинский, Славковский, Сошихинский, Струго-Красненский районы.
В ноябре 1944 в состав Ленинградской области включены города областного подчинения Выборг и Кексгольм, а также Выборгский, Кексгольмский и Яскинский районы Карело-Финской ССР.

### 1945—1990
19 июля 1945 к категории городов областного подчинения отнесен город Тихвин.
В августе 1945 упразднен Каннельярвский район, образован Райволовский район.
В марте 1946 образован Новоладожский район.
22 октября 1946 города областного подчинения Сестрорецк и Териоки подчинены Ленинградскому городскому совету.
23 февраля 1948 город областного подчинения Ораниенбаум переименован в Ломоносов, а Ораниенбаумский район переименован в Ломоносовский.
В октябре 1948 Кексгольмский район переименован в Приозерский, Койвистовский район в Приморский, Райволовский район в Рощинский, Раутовский район в Сосновский, Яскинский район в Лесогорский.
2 июля 1951 к категории городов областного подчинения отнесен город Светогорск.
В июле 1952 образован Бокситогорский район.
25 июля 1953 упразднен Павловский район, город областного подчинения Павловск подчинен Ленинградскому городскому совету.
На 1 октября 1953 года существовало 32 района и 9 городов областного подчинения: 
В апреле 1954 упразднены Вознесенский, Приморский и Парголовский районы.
В декабре 1955 упразднены Красносельский, Оятский, Пашский районы.
10 декабря 1958 город Сланцы был отнесен к категории городов областного подчинения.
В октябре 1959 упразднен Оредежский район.
12 мая 1959 город Петрокрепость отнесен к категории городов районного подчинения и включен в состав Мгинского района, город Светогорск был отнесен к категории городов районного подчинения и включен в состав Лесогорского района.
9 декабря 1960 упразднены Лесогорский, Мгинский и Сосновский районы.
В августе 1961 упразднен Осьминский район.
В декабре 1962 упразднен Новоладожский район.
1 февраля 1963 упразднены Бокситогорский, Винницкий, Волосовский, Капшинский, Киришский, Ломоносовский, Подпорожский, Приозерский, Рощинский, Сланцевский районы; к категории городов областного подчинения отнесены города Бокситогорск, Всеволожск, Красное Село, Подпорожье, Тосно.
12 января 1965 упразднен Ефимовский район; образованы Бокситогорский, Волосовский, Киришский, Ломоносовский, Подпорожский, Приозерский районы; города Кировск и Лодейное Поле отнесены к категории городов областного подчинения.
3 ноября 1965 образован Сланцевский район.
26 января 1967 город Кириши отнесен к категории городов областного подчинения.
В апреле 1973 город Красное Село включен в состав города Ленинграда.
19 апреля 1973 город Сосновый Бор отнесен к категории городов областного подчинения.
В 1976 году город Кингисепп отнесен к категории городов областного подчинения.
1 апреля 1977 образован Кировский район.
В апреле 1978 город Ломоносов подчинен Ленинградскому городскому Совету, оставаясь центром Ломоносовского района.

### С 1991
В феврале 1992 года город Ивангород Кингисеппского района отнесен к категории городов областного подчинения.
В июле 1992 года город Пикалево Бокситогорского района отнесен к категории городов областного подчинения.
В апреле 1993 года город Шлиссельбург Кировского района отнесен к категории городов областного подчинения.
18 января 1994 года постановлениями главы администрации Ленинградской области № 10 «Об изменениях административно-территориального устройства районов Ленинградской области» изменено название административно-территориальной единицы районов Ленинградской области «сельсовет» на исторически традиционное наименование административно-территориальной единицы России «волость».
17 апреля 1996 года был принят областной закон № 9-ОЗ «Об административно-территориальном устройстве Ленинградской области». Согласно этому закону устанавливалась связь между административно-территориальными и муниципальными образованиями области. На начало 1997 года в Ленинградской области оформились 29 муниципальных образований на территории 17 районов и 19 городов областного подчинения:
- двенадцать муниципальных образований в границах административных районов (Бокситогорский, Волосовский, Кингисеппский, Киришский, Кировский, Лодейнопольский, Ломоносовский, Лужский, Подпорожский, Сланцевский, Тихвинский, Тосненский);
- пять муниципальных образований в основном совпадающих по территории с административными районами (Волховский, Всеволожский, Выборгский, Гатчинский, Приозерский);
- шесть муниципальных образований в административных границах городов областного подчинения (Волхов, Гатчина, Ивангород, Пикалево, Сосновый Бор, Шлиссельбург);
- три муниципальных образования в административных границах городов районного подчинения (Коммунар, Новая Ладога, Светогорск);
- два — в административных границах городских посёлков (Кузнечное, Сертолово);
- одно — в границах волости (Колтушская волость).

7 декабря 1998 посёлок Сертолово отнесен к категории городов областного подчинения.
С 1 января 2006 года в соответствии с Федеральным законом № 131-ФЗ «Об общих принципах организации местного самоуправления в Российской Федерации» от 6 октября 2003 года административно-территориальное деление Ленинградской области приведено к двухуровневой системе. Муниципальными образованиями 1-го уровня стали 17 муниципальных районов и 1 городской округ (Сосновоборский). Все остальные города областного подчинения вошли в соответствующие муниципальные районы как городские поселения (муниципальные образования 2-го уровня), волости также были преобразованы в МО 2-го уровня — сельские поселения.
С 2021 года местонахождение органов государственной власти перенесено в город Гатчину.
2 мая 2024 года Гатчинский муниципальный район преобразован в Гатчинский муниципальный округ.